# Абатство Тонгерло
Абатство Тонгерло (на нидерландски: Abdij van Tongerlo) е норбертинско абатство, в с.Тонгерло, община Вестерло, провинция Антверпен, Северна Белгия.

## История
Абатство Тонгерло е основано през 1128 г. от Giselbert Kasterlee, сеньор на Кастерле. Първите монаси идват от абатството Сен Мишел в Антверпен, основано няколко години по-рано – през 1124 г. Абатството се разраства и се превръща в най-голямото норбертинско абатство в Херцогство Брабант. През ХV и ХVІ век абатството процъфтява. То притежава обширни територии с множество селскостопански земи, ферми, мелници, гори и жилищни сгради.
Реорганизацията на църковнте структури в Испанска Нидерландия през 1559 г. и подчиняването му на епархията Bois-Le-Duc, се отразява неблагоприятно на абатството, което е обложено с тежки финансови задължения. През 1590 г. абатството отново става самостоятелно, но губи много от своите имоти в Северен Брабант. Началото на ХVІІ век носи нови проблеми замонашеската общност. Калвинистите имат силно присъствие и влияние в региона. През 1629 г. монасите са принудени временно да напуснат манастира и да търсят убежище в Мехелен.
През 1789 г. абатството, което има богата библиотека, спасява от унищожение работите на обществото на боландистите, като купува техните книги, ръкописи и печат, предложени за продажба, след разпускане на Обществото на Исус (1773) и конфискацията на имуществото на ордена. Съчиненията на боландистите все още се пазят в абатството.
Абатството играе важна роля по време на Брабантската революция от 1789 – 1790 г. Революцията е неуспешна и поради своята подкрепа значителни активи на абатството са конфискувани.
По време на Френската революция областта е завзета от френски революционни войски. На 6 декември 1796 г. 125-те монаси от абатството са прогонени. Имуществото на абатството е конфискувано, включително богатата библиотека, и множество религиозни и художествени съкровища. Имотите са продадени на търг, някои сгради, включително църквата са разрушени.
В началото на ХІХ век, Норбертинския орден успява да откупи част от имотите на бившето албатство. Новата монашеска общност е формирана през 1837 г., и през 1840 г. 14 монаси възстановяват абатството в Тонгерло, като откупуват близо половината манастирските сгради. Скоро е изградена нова църква в готически стил.
Абатството се възстановява бързо. През 1889 г. основава приорат в Манчестър, Англия. През 1989 г. абатство Тонгерло е частично разрушено от пожар и част от неговите монаси намират убежище в абатство Лефе и възстановяват монашеския живот. През 1949 г. е основан манастир в Канада, през 1965 г. – в Чили. През 1994 – 1999 г. е реставрирана и обновена абатската църква.
Днес Абатство Тонгерло е действащ мъжки католически манастир – част от Норбертинския орден. През 2010 г. монашеското братство брои 54 монаси.
Абатството привлича през цялата година много вярващи и туристи. То получава приходи от собствената книжарница, както и от производството на хлебни изделия и на абатска бира Тонгерло, която се вари по споразумение от пивоварната Brouwerij Haacht.
Абатството получава парични отчисления за използване на търговската марка и наименованието Tongerlo. Бирата е сертифицирана от Съюза на белгийските пивовари като „призната белгийска абатска бира“ (Erkend Belgisch Abdijbier) и може да носи лого, изобразяващо стилизирана чаша с кафява бира, вписана в готически прозорец-арка.